# Festival Internacional de Cinema del Medi Ambient
El Festival Internacional de Cinema del Medi Ambient és un festival de cinema dedicat al medi ambient i a la sostenibillitat, creat l'any 1993 per Claudio Lauria. Considerat el festival de cinema més antic del món en el seu gènere, es tracta d'una aposta per l'educació ambiental com a motor de conscienciació i de transformació social.
Les projeccions i activitats del festival se celebren al CosmoCaixa, els Cinemes Girona, els Cinemes Zumzeig, l'Institut Francès de Barcelona i les universitats de Barcelona, Pompeu Fabra i Blanquerna. A part de Barcelona, el festival té varies seus itinerants. Per exemple, en col·laboració amb l'ONU (Medi Ambient) i la fundació CANACINTRA, les obres de l'any 2018 es podran visionar a través de més de 40 ciutats de Mèxic.
A més de projectar els millors films de temàtica ambiental, el festival organitza xerrades i tallers per aprendre a ser més sostenibles.